# 银河百科全书
银河百科全书（Encyclopedia Galactica）是一本虚构假想的关于未来泛银河人类文明的百科全书。它记载着由亿万人经过数千年积累的所有的人类知识。
“银河百科全书”的概念由艾萨克·阿西莫夫提出，作为基地系列小说第一基地的中心情节。之后，许多科普作家和科幻作家开始运用相同的概念。“银河百科全书”在早期的超级英雄漫画中经常固定出现。道格拉斯·亚当斯的《银河系漫游指南》系列经常拿它与更受欢迎的“漫游指南”做比较。例如，该“指南”第一章的介绍： 

在银河系东部外缘众多悠闲的文明中，《银河系漫游指南》早已挤掉了伟大的《银河百科全书》，成为了人们的标准智囊书籍。虽然它有很多疏漏，包含许多伪造、至少是极其不确切的篇目，但是它由于两个重要的原因胜过那个古老刻板的巨著：

第一，它稍微便宜些；

第二，在书的封面上用友好的大号字印着“不要惊慌”。

阿西莫夫的小说中，编撰百科全书是第一基地的最初目的，作為一個心理史學家，哈里·謝頓計算到以川陀為中心的帝國即將崩潰，人類千百年來累積的知識將會毁於一旦，人類亦會墜入長久的真空時期，銀河百科全書的目的就是整理並儲蓄人類的知識，希望可以縮減帝國毀滅後的真空期。后来的情节揭示到，百科全书计划并非真正的目的，只是为建立基地编造的借口。百科全书仍然继续下去，但是进展减慢。
卡尔·萨根的《宇宙：一个人的航行》电视剧第十二章就以“银河百科全书”为标题：其中谈到，萨根建议银河百科全书也许可以向太空广播，并有可能用宇宙射线接收。